# Quarterly Journal of Mathematics
Le Quarterly Journal of Mathematics est une revue mathématique trimestrielle à comité de lecture issue de la fusion, en 1930, du Quarterly Journal of Pure and Applied Mathematics (en) et du Messenger of Mathematics. Selon le Journal Citation Reports, la revue a un facteur d'impact de 0,681 en  2020.
Le Messenger of Mathematics est disponible sur le Göttinger Digitalisierungszentrum depuis le volume 1, de 1871, jusqu'au volume 30, daté de 1901. Le Quarterly Journal of Mathematics est passé par plusieurs dénominations : Quarterly Journal of Mathematics. Oxford Series (1930-1949), Quarterly Journal of Mathematics. Second Oxford Series (1950-1999), et le nom actuel depuis l'an 2000.
The Quarterly Journal of Mathematics publie des contributions originales en mathématiques pures. Les grands domaines des mathématiques pures sont représentés au sein du comité de rédaction.
Le facteur d'impact est, en 2020, de 0,681. Les deux éditeurs en chef sont secondés par neuf éditeurs consultants et un comité de rédaction. À titre indicatif, le volume 71 de 2020 comporte plus de 1500 pages.